# Roy Fournier
Pour les articles homonymes, voir Fournier (nom de famille).
Roy Fournier, né le 22 août 1921 à Maniwaki et mort le 20 juin 1991 à Montréal, est un officier de marine, avocat, juge et homme politique québécois. Membre du Parti libéral du Québec, il est député à l'Assemblée nationale du Québec de 1962 à 1972 et membre du conseil des ministres du gouvernement de Robert Bourassa.

## Biographie
Roy Fournier nait à Maniwaki en 1921. Il fréquente le collège Jean-de-Brébeuf de Montréal. Durant la Seconde Guerre mondiale il est lieutenant dans la Marine royale canadienne (1942-1945). Après des études en science politique et en droit, il est reçu avocat en 1948. Il est conseiller juridique de la ville de Hull et d'autres municipalités de la région.

### Carrière politique
Roy Fournier est militant libéral et président de l'Association libérale du comté de Hull. Il est élu député de Gatineau, circonscription voisine de Hull, lors des élections de 1962, défaisant le député sortant Gérard Desjardins, de l'Union nationale. Il est réélu en 1966 et en 1970. Il accède au conseil des ministres le 29 octobre 1970, dans la foulée de la Crise d'Octobre et du meurtre du ministre Pierre Laporte, alors qu'il est nommé ministre d'État par le premier ministre Robert Bourassa. Fournier avait été un des principaux partisans de Laporte lors de sa tentative de devenir chef du Parti libéral en janvier 1970. 
En février 1971 Roy Fournier est nommé Solliciteur général, un poste qui est considéré comme une sorte de ministre d'État à la Justice, et qui dans ce cas précis a pour utilité de dégager le titulaire de la Justice, Jérôme Choquette, de certaines de ses nombreuses responsabilités. Il conserve ce poste jusqu'à ce qu'il démissionne et soit nommé juge le 2 août 1972, nomination qui met également terme à son mandat de député.

### Après la politique
Roy Fournier est nommé juge de la Cour provinciale, occupant d'abord un poste au Tribunal des transports nouvellement créé. Il continue à siéger à cette cour à différents titres jusqu'à peu de temps avant sa mort.

### Liens familiaux
Son père Alphonse Fournier a été député fédéral canadien, ministre des Travaux publics et leader du gouvernement. Roy Fournier était père de sept enfants.

## Distinctions
- Conseiller de la reine (1963)[1]
- Bâtonnier du Barreau de Hull (1964)[8]